# Adelsbachové
Adelsbachové byl šlechtický rod pocházející ze Svídnického knížectví ve Slezsku. Jméno rodu odvozovali od rodového sídla Adelsbach v blízkosti Walbrzychu v Dolním Slezsku.

## Historie
První písemná zmínka o rodu pochází z roku 1294. V roce 1410 se Kuncz z Adelsbachu zúčastnil bitvy u Gründwaldu v řadách křižáckého vojska. Rod se rozdělil do několika větví. Nejstarší větví rodu byla větev z Mikulovic (německy: Niklasdorf), dnešní obce Mikołajowa poblíž Grodkówa. Panství Mikulovice koupil Jiří z Adelsbachu před rokem 1525. Jiří měl syny Jindřicha, Heřmana a Kryštofa  a dceru Vandu. Panství zdědil syn Heřman, který měl za manželku Bohunku Lerchovou. Adelsbachové z Mikulovic vlastnili většinou majetek v Opolském a Ratibořském knížectví, mikulovická větev zde byla široce rozvětvená. Jindřich z Adelsbachu vlastnil od roku 1559 Kočov ve Slezsku. Jiní členové rodu z mikulovické větve působili v Čechách, Jiří Adelsbach byl hejtmanem panství Pardubice. Členové mikulovické větve vlastnili také fojtství v Hlucholazech. Druhou větví rodu byla větev z Tomíkovíc (Damsdorf), která vzešla z větve mikulovické. Majitelem panství Tomíkovice byl Jiří z Adelsbachu, který se v roce 1494 oženil s Barborou von Reibnitz. S manželství vzešel syn Jáchym, který měl syna Jiřího. Jáchymův syn Jiří byl v letech 1574 – 1587 komturem Maltézského řádu v Opavě. Podle genealoga Konráda Blažka vymřel rod na přelomu 16. až 17. století.